# Leśniczówka Bożówka
Leśniczówka Bożówka – osada leśna w Polsce położona w województwie mazowieckim, w powiecie kozienickim, w gminie Magnuszew.